# Wasserturm (Mühldorf am Inn)

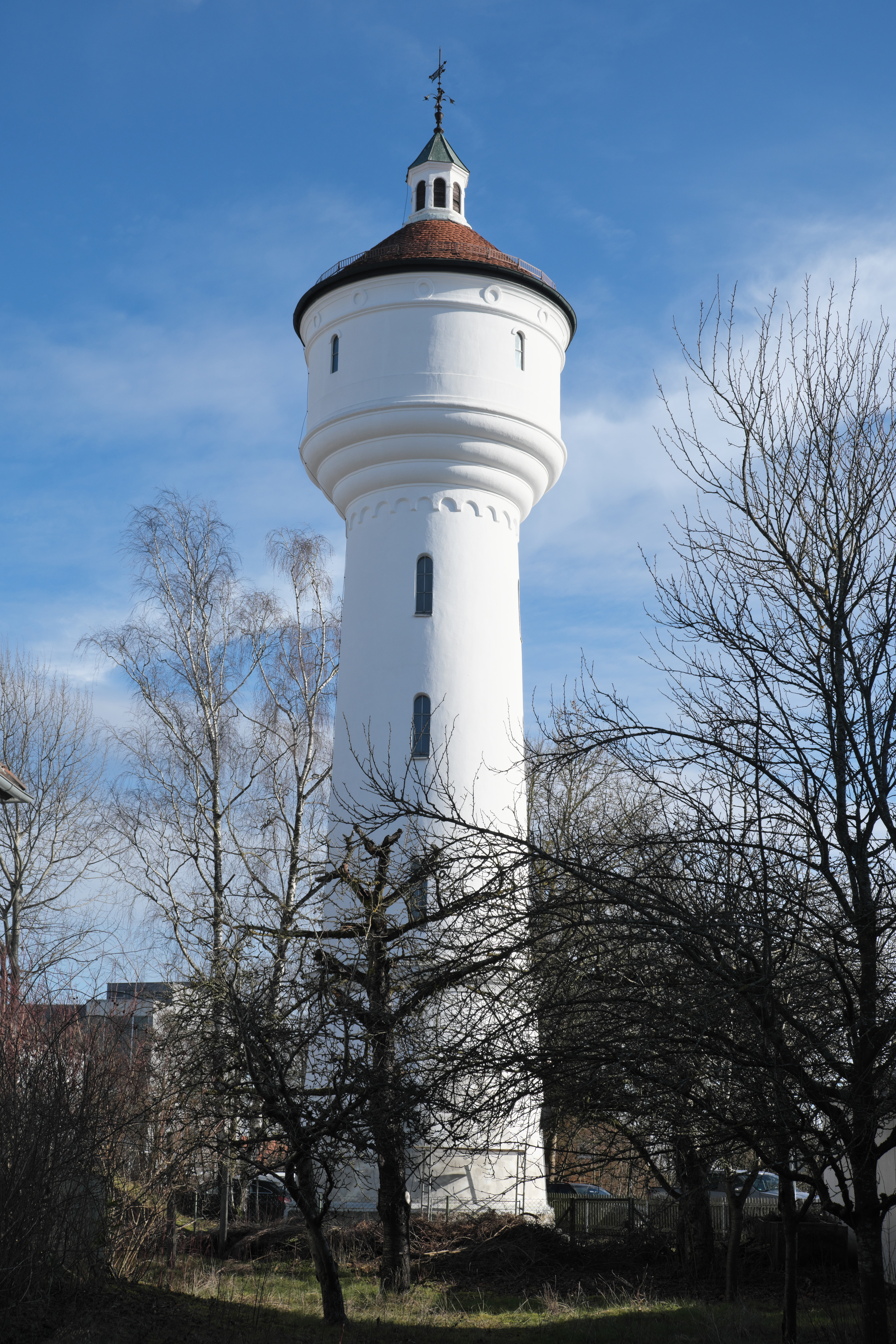
Wasserturm in Mühldorf am Inn

Der Wasserturm in Mühldorf am Inn, einer Stadt im oberbayerischen Landkreis Mühldorf am Inn, wurde 1904 errichtet. Der Wasserturm mit der Adresse Am Wasserturm 3 ist ein geschütztes Baudenkmal. 
Der hohe Rundbau mit Rundbogenfries wird von einer Laterne mit Zeltdach und Wetterfahne bekrönt.